# Estadio Municipal de Peyia
El estadio municipal de Peyia' es un estadio multipropósito situado en Peyia, Chipre. Es actualmente usado sobre todo para partidos de fútbol y es el estadio local de APOP Kinyras Peyias FC. Tiene una capacidad de 3828 espectadores. La municipalidad de Peyia espera extender las graderías, por lo tanto la capacidad alcanzará las 7500 personas.